# عميل مزدوج
العميل المزدوج هو الشخص الذي يعمل لفائدة جهتين أو منظمتين مختلفتين بدون علم منهما.
وعبارة عميل مزدوج يمكن أن تنطبق على عدة وضعيات من ذلك أن شخصا ما يمكن أن يعمل لدى جهة عسكرية لبلد ما ويمد بلدا آخر بنسخ من الوثائق السرية. وكذلك يمكن لشخص ما أن يعمل في مخبر بحثي لشركة ما ويمد منافس تلك الشركة بما لديه من معلومات.
وغالبا ما يستعمل العميل المزدوج لتمرير التضليل بين المنظمات أو لكشف العملاء الأخرين في إطار عمليات مكافحة التجسس. وسيكون العميل المزدوج محلا للثقة من طرف المنظمة المسيطرة مادمت المنظمة الهدف ستضعه محلا للثقة كذلك.
من الأسباب التي تحول شخصا ما إلى عميل مزدوج :
1-ما يمكن أن يسلط عليه من تعذيب من قبل جهة ثانية تدخل على الخط.
2- إغراءه بالمال مقابل تحوله إلى عميل مزدوج.